# Гавриловка (приток Большой Брусенки)
Гаври́ловка — река в России, протекает по Нюксенскому району Вологодской области. Устье реки находится в 1 км от устья Большой Брусенки по правому берегу. Длина реки составляет 11 км.
Исток Гавриловки находится в болотах 8 км к северо-западу от села Городищна. Река течёт на запад и юго-запад по лесистой ненаселённой местности. Населённых пунктов и крупных притоков нет. Впадает в Большую Брусенку неподалёку от деревни Слекишино (Городищенское сельское поселение).

## Данные водного реестра
По данным государственного водного реестра России относится к Двинско-Печорскому бассейновому округу, водохозяйственный участок реки — Северная Двина от начала реки до впадения реки Вычегда, без рек Юг и Сухона (от истока до Кубенского гидроузла), речной подбассейн реки — Сухона. Речной бассейн реки — Северная Двина.
Код объекта в государственном водном реестре — 03020100312103000008947.